# Alexandre François
Alexandre François es un lingüista francés especializado en la descripción y estudio de las lenguas indígenas de Melanesia. Pertenece a Lattice, un centro de investigación del CNRS y de la École Normale Supérieure dedicado a la lingüística.

## Investigación

### Descripción del idioma y documentación
François ha realizado trabajo de campo lingüístico en Vanuatu y las Islas Salomón.
En 2002 publicó una descripción gramatical del araki, una lengua hablada por un puñado de hablantes en un islote al sur de Espíritu Santo (Vanuatu).
en las islas del norte de Vanuatu , conocidas como Islas Torres y Banks, una zona donde aún se hablan dieciséis de diecisiete lenguas: hiw, lo-toga, lehali, löyöp, mwotlap, volow (extinta), lemerig, Vera'a, Vurës, Mwesen, Mota, Nume, Dorig, Koro, Olrat, Lakon, Mwerlap - todos descienden del Proto-Torres-Banks, que también fue reconstruido por él. Después de describir el mwotlap, el idioma con más hablantes en esa área, ha publicado artículos comparando los idiomas del área de manera más general, tanto desde una perspectiva sincrónica como histórica. Ha calificado el perfil sociolingüístico de esta zona como de "multilingüismo igualitario".
En 2005, François participó en una expedición científica a Vanikoro (Islas Salomón), cuyo objetivo era comprender los restos del naufragio del navegante francés La Pérouse en 1788. Como miembro de un equipo multidisciplinar, registró la tradición oral de los melanesios y Poblaciones polinesias de esta isla, a propósito de las representaciones populares de este hecho histórico. En esa ocasión, también documentó los tres idiomas que se hablan en Vanikoro: Teanu, Lovono y Tanema, dos de los cuales están en grave peligro de extinción.
En 2015, fue coautor con Jean-Michel Charpentier del Atlas Lingüístico de la Polinesia Francesa, un atlas que muestra la diversidad lingüística interna de la Polinesia Francesa.
En 2020 fue elegido miembro de la Academia Europæa.

### Contribución a la tipología y teoría lingüística
François acuñó el término "colexificación". Este término captura el hecho de que ciertos conceptos, que algunas lenguas distinguen en sus léxicos, están codificados de la misma manera ("colexificados") en otras lenguas. La colexificación se utiliza cada vez más en investigaciones sobre tipología léxica.
Junto con Siva Kalyan (ANU), también desarrolló la glotometría histórica, un enfoque no cladístico de la genealogía del lenguaje, inspirado en el modelo Wave.

### Documentación de lenguas y culturas en Melanesia
François registró textos de la literatura oral (mitos, leyendas, cuentos populares) en varias comunidades lingüísticas de Vanuatu y las Islas Salomón.
Proporcionó a las comunidades locales varios libros en sus idiomas, con la perspectiva de promover el uso de lenguas vernáculas en la escritura.
Junto con la etnomusicóloga Monika Stern y el antropólogo Éric Wittersheim, dirigió un proyecto multidisciplinario sobre música y poesía tradicionales en Vanuatu. Esto llevó a la publicación de Música de Vanuatu: Celebraciones y Misterios, un álbum en CD de canciones y danzas grabadas durante eventos sociales en el campo.

## Publicaciones Seleccionadas
- Charpentier, Jean-Michel; François, Alexandre (2015). Atlas Linguistique de Polynésie Française — Linguistic Atlas of French Polynesia (en french, English). Mouton de Gruyter & Université de la Polynésie Française. p. 2566. ISBN 978-3-11-026035-9.
- François, Alexandre (2002). Araki: A disappearing language of Vanuatu. Pacific Linguistics, 522. Canberra: Australian National University. ISBN 0-85883-493-6.
- François, Alexandre (2003), La sémantique du prédicat en mwotlap (Vanuatu), Collection Linguistique de la Société de Linguistique de Paris, Leuven-Paris: Peeters, ISBN 978-90-429-1271-7.
- François, Alexandre (2009), «The languages of Vanikoro: Three lexicons and one grammar»,  en Evans, Bethwyn, ed., Discovering history through language: Papers in honour of Malcolm Ross, Pacific Linguistics 605, Canberra: Australian National University, pp. 103-126.
- François, Alexandre (2008), «Semantic maps and the typology of colexification: Intertwining polysemous networks across languages»,  en Vanhove, Martine, ed., From Polysemy to Semantic change: Towards a Typology of Lexical Semantic Associations, Studies in Language Companion Series 106, Amsterdam, New York: Benjamins, pp. 163-215, doi:10.1075/slcs.106.09fra Parámetro desconocido |citeseerx= ignorado (ayuda).
- François, Alexandre (2012), «The dynamics of linguistic diversity: Egalitarian multilingualism and power imbalance among northern Vanuatu languages», International Journal of the Sociology of Language 2012 (214): 85-110, S2CID 145208588, doi:10.1515/ijsl-2012-0022.
- François, Alexandre (2014), «Trees, Waves and Linkages: Models of Language Diversification»,  en Bowern, Claire; Evans, Bethwyn, eds., The Routledge Handbook of Historical Linguistics, London: Routledge, pp. 161-189, ISBN 978-0-41552-789-7..
- François, Alexandre (2019), Online Mwotlap–English–French dictionary (work in progress), Paris.
- François, Alexandre; Stern, Monika (2013), Musiques du Vanuatu: Fêtes et Mystères – Music of Vanuatu: Celebrations and Mysteries (CD album, released with liner notes and ebook), label Inédit, W260147, Paris: Maison des Cultures du Monde.
- Kalyan, Siva; François, Alexandre (2018), «Freeing the Comparative Method from the tree model: A framework for Historical Glottometry»,  en Kikusawa, Ritsuko; Reid, Laurie, eds., Let's talk about trees: Tackling Problems in Representing Phylogenic Relationships among Languages, Senri Ethnological Studies, 98, Ōsaka: National Museum of Ethnology, pp. 59-89..